# Textem
Der Textem Verlag (Aussprache: [teks'te:m]) ist ein Verlag in Hamburg.

## Geschichte
Seit 2002 veröffentlichen zahlreiche Autoren Literatur- und Kunstrezensionen auf der Internetplattform des Verlages. 2004 wurde aus dem Internetprojekt auch ein Print-Verlag. Der Verlag veröffentlicht seither regelmäßig Prosastücke, Erzählungen und Romane von deutschsprachigen Autoren und legt parallel historische Texte wieder auf. Seit Juli 2006 bringt der Verlag auch ein eigenes Printmagazin – Kultur & Gespenster – auf den Markt. Der Verlag kooperiert u. a. mit dem Kunstverein Harburg, dem Materialverlag der Hochschule für bildende Künste Hamburg und der Hochschule für Künste Bremen, so entstehen Künstlerpublikationen und Reader. Seit 2011 erscheint im Verlag die Enzyklopädie „Kleiner Stimmungs-Atlas in Einzelbänden“.

## Autoren des Verlags
Zu den Autoren und Künstlern des Verlags gehören unter anderem:
Christian Bernhardt, Armin Chodzinski, Kyung-hwa Choi-ahoi, Cordula Ditz, Luise Donschen, Anna Echterhölter, Friederike Feldmann, Michael Glasmeier, Jul Gordon, Dagrun Hintze, Michael Hirsch, Hans Imhoff, Verena Issel, Kilian Jörg, Carsten Klook, Susanne Lorenz, Michaela Melián, Tania Prill, Peter Neitzke, Michaela Ott, Andrea Rauschenbusch, Guido Rohm, Frank Schäfer, Thomas von Steinaecker, Annette Weber, Anna-Lena Wenzel, Frank Witzel, Uljana Wolf, Raul Zelik.